# 探石行
探石行（たんせきこう）は、つげ義春による漫画作品。1985年3月『COMICばく6』（日本文芸社）に発表された全29頁からなる短編。1987年7月と1988年6月発刊の『無能の人』（日本文芸社）に『石を売る』『無能の人』『鳥師』『カメラを売る』『蒸発』とともに収録された。

## 解説
『鳥師』に続く『無能の人』シリーズ4作目。妻と息子の3人での家族旅行を兼ねた探石行。それがユーモアを盛り込み悲喜劇的なタッチで描かれる。前作『鳥師』までは主人公の顔は描かれることはなかったが、この作品では初めて描かれた。家族旅行という展開上、顔を描かずにはおれなかったとつげは述懐している。作品発表の数年前に家族で山梨県の桂川を訪れているが、この際には漫画化の構想は全くなかった。旅行では、ぼろぼろの鉱泉宿を訪れたらしいが、宿泊したわけでもなく、そのときの材料は使われておらず、単に風景と舞台として利用されているだけである。作中に水溜りを渡るシーンがあるが、これは実際にあった。息子を背負わねばならない状況となったため、誰が背負うかで親子3人でじゃんけんをするが、息子が負けてしまい、助川は妻の激しい非難を浴びる。しかし、このシーンは全くの作者の作り話であり、犬にかまれる場面、宿屋に泊まったことなどは全くの空想である。川辺で寝そべるシーンではモミジの葉が降るが、これは良寛の辞世の句である「うらを見せ おもてを見せて 散る紅葉」をイメージしたもので、寂莫としたイメージを入れたかったという。
つげは『無能の人』シリーズを描いていた最中はかなり乗っており、この作品でもかなり多くの案が盛られている。つげ自身、緊張感が強く一作品描く度に疲れたと告白している。権藤晋はつげとの対談の中で「これを描きながらつげさん自身が楽しんでいるんでしょうね。虚無僧を出してくるところなどは、『つげさんやってますね』という感じがある」と述べている。つげはそれに対し、「後で考えよく虚無僧なんか思いついたなという感じ、ストーリーがうまくいっているときには、ストーリーがかってに動いて発展してくれますね」と発言した。

## あらすじ
主人公助川助三は商売繁盛を目論み、妻と長男とともに甲州へ名石探しの旅に出た。最初は妻も上機嫌であったものの、ことはスムーズに運ばず、途中からは夫婦げんかの連続となる。宿泊した鉱泉宿は雰囲気も悪く妻は益々不機嫌に。宿の前に虚無僧が現れ2人はわずかの喜捨をする。風呂で助川は「虚無僧って儲かるのかな」と洩らす。「私、虚無僧になるのなんか嫌よ」と激怒する妻。布団に入った後、妻が呟く。「これから私たちどうなるのかしら」。どこからともなく聞こえてくる虚無僧の吹く尺八の音。